# ファビアン・フォン・シュラーブレンドルフ
ファビアン・フォン・シュラーブレンドルフ（Fabian von Schlabrendorff, 1907年7月1日 - 1980年9月3日）は、ドイツの法律家、ドイツ国防軍中尉、反ナチ運動家。ヘニング・フォン・トレスコウ陸軍少将の副官だった。ヒトラー暗殺計画のメンバーで戦後まで生き延びた数少ない人々のうちの一人。

## 略歴
ハレ・アン・デア・ザーレに生まれる。大学で法学博士号を取得後、プロイセン州内務次官ヘルベルト・フォン・ビスマルク（オットー・フォン・ビスマルクの大甥）の助手として働いた。ビスマルクもシュラープレンドルフも共に、早くからナチスに対する反感を持っていた。シュラーブレンドルフは弁護士資格を持ち、陸軍予備役中尉だった。
第二次世界大戦中の1942年以降、東部戦線でトレスコウ少将の副官として、反ヒトラー派のルートヴィヒ・ベック、カール・ゲルデラー、ハンス・オスター 、フリードリヒ・オルブリヒトの間の連絡役を務めた。
1943年3月13日、ヒトラーがスモレンスク前線視察を行った際、トレスコウはヒトラーの搭乗機に爆弾を仕掛ける計画を行った。実行役がシュラープレンドルフで、トレスコウから預かった爆弾の仕掛けられたリキュール瓶を搭乗機に持ち込んだ。しかしながらロシアの寒気と雷管に欠陥があったため爆弾は動作せず、計画は失敗に終わった。爆弾は翌日彼によって密かに回収され計画が明るみに出ることはなかった。
1944年7月20日にクラウス・フォン・シュタウフェンベルク大佐が実行犯となったヒトラー暗殺計画が失敗に終わり、軍や政府内の反ヒトラー派の検挙が始まった。シュラープレンドルフも同年8月17日に逮捕されて、ベルリンのゲシュタポの監獄に拘束され、4週間にわたり訊問と拷問を受け、遂に一部自白に追い込まれ、既に戦死（実際は自決）していたトレスコウを売り渡すことで他の反ヒトラー派の人物を守り通した。自白した際、本当に全て自白したかを確認するために、ゲシュタポは、見るも無残に変わり果てたトレスコウの遺体を掘り起こして、シュラーブレンドルフと対面させ、彼の目の前でトレスコウの遺体を焼却するという尋問を行なっている。
シュラープレンドルフは、1945年2月3日に人民法廷で裁判を受けることとなっていた。しかし、同日、ベルリンには連合国の空襲があり、700機の爆撃機が3000トンの爆弾を投下し、法廷も被害を受け、裁判官ローラント・フライスラーが死亡。フライスラーはシュラープレンドルフのファイルを抱えたままの姿で発見された。シュラープレンドルフの裁判は、1945年3月にフライスラーの後任ヴィルヘルム・クローネによって行われ、シュラープレンドルフの自白は拷問によるもののため法的には無効であるとして、放免された。なお、ヴィルヘルム・クローネは、1945年4月26日に自ら命を絶っている。
1945年の3月から5月まで、シュラーブレンドルフはザクセンハウゼン、フロッセンビュルク、ダッハウといった強制収容所に収容された後、連合軍の手に渡らないようにチロルへ移送されたが、ドイツが降伏した後の5月になり、アメリカ軍によって解放された。
ニュルンベルク裁判の期間中は、アメリカ軍の戦略諜報局（Office of Strategic Services）の顧問を務めた。1946年、軍部内の反ヒトラー抵抗運動に関する最初の書物となる手記を刊行。後年アメリカ中央情報局（CIA）が公開した資料によれば、西ドイツの初代首相コンラート・アデナウアーはシュラープレンドルフを連邦憲法擁護庁の初代長官に指名したが、シュラ―ブレンドルフ自身が健康状態を理由に辞退した。
戦後は弁護士として活動し、1955年から2年間は新設されるドイツ連邦軍の人事審査委員を務めた。1967年にはドイツ連邦共和国功労勲章を受章した。1967年から1975年まで西ドイツの連邦憲法裁判所の裁判官を務める。1980年、ヴィースバーデンで死去。